# Tsukasa Yoshida
Tsukasa Yoshida –en japonés, 芳田司, Yoshida Tsukasa– (Kioto, 5 de octubre de 1995) es una deportista japonesa que compite en judo.
Participó en los Juegos Olímpicos de Tokio 2020, obteniendo dos medallas, plata en el equipo mixto y bronce en la categoría de –57 kg.
Ganó tres medallas en el Campeonato Mundial de Judo entre los años 2017 y 2019, y una medalla de oro en el Campeonato Asiático de Judo de 2017.

## Biografía
En 2014 obtuvo una medalla de bronce en el Grand Slam de Tokio. Al año siguiente ganó el Grand Slam de Tiumén, venciendo a la rumana Corina Căprioriu en la final, y el Grand Slam de Tokio, ganando en la final a la francesa Hélène Receveaux. En 2016 ganó tres grandes torneos de Grand Slam: Bakú, Tiumén y Tokio.
En 2017 consiguió la medalla de oro en el Campeonato Asiático celebrado en Hong Kong, y venció por tercer año consecutivo en el Grand Slam de Tokio. En 2018 obtuvo sus mejores resultados, se proclamó campeona del Mundial de Bakú y venció en el Torneo Mundial de Maestros celebrado en Cantón, triunfos que la situaron como número uno del ranking mundial de la IJF en su categoría de peso (–57 kg).
En 2019 ganó un nuevo torneo de Grand Slam, el de Düsseldorf, y perdió la final del Grand Slam de Bakú contra la brasileña Rafaela Silva. En el Campeonato Mundial, celebrado en Tokio, perdió la final contra la canadiense Christa Deguchi.
Aparte de sus participaciones en los mayores torneos internacionales, en el Campeonato Mundial de Judo por Equipos obtuvo tres medallas de oro, en las ediciones de 2017, 2018 y 2019.

## Palmarés internacional
| Juegos Olímpicos    | Juegos Olímpicos   | Juegos Olímpicos  | Juegos Olímpicos |
| Año                 | Lugar              | Medalla           | Categoría        |
| ------------------- | ------------------ | ----------------- | ---------------- |
| 2020                | Tokio (Japón)      | Medalla de plata  | Equipo mixto     |
| 2020                | Tokio (Japón)      | Medalla de bronce | –57 kg           |
| Campeonato Mundial  |                    |                   |                  |
| Año                 | Lugar              | Medalla           | Categoría        |
| 2017                | Budapest (Hungría) | Medalla de plata  | –57 kg           |
| 2018                | Bakú (Azerbaiyán)  | Medalla de oro    | –57 kg           |
| 2019                | Tokio (Japón)      | Medalla de plata  | –57 kg           |
| Campeonato Asiático |                    |                   |                  |
| Año                 | Lugar              | Medalla           | Categoría        |
| 2017                | Hong Kong (China)  | Medalla de oro    | –57 kg           |